# 花咲くあした
『花咲くあした』（はなさくあした）は、NHK BSプレミアムで、2014年1月5日から、日曜22:00 - 22:49（プレミアムドラマ枠）に放送されていた日本のテレビドラマ。舞台は鎌倉で花咲家の最寄り駅は鎌倉高校前駅。主演は小池栄子と夏木マリ。

## 概要
鎌倉に住む花咲家（はなさくけ）の1週間を描いたホームコメディー。
35歳の長女（主人公）を始め5人の兄妹たちが抱えている問題を20年ぶりに帰ってきた母が解決していく。

## キャスト

### 花咲家
花咲 朝〈35〉（はなさく あさ）
演 - 小池栄子（中学時代：吉田里琴）
花咲家の長女。ストッキング会社・麗（うるは）の企画部に勤めている。マグロのほっぺたが好物。頭を掻く癖がある。家で犬・プーさんを飼っている。
今喜多 風子〈60〉（いまきた ふうこ）
演 - 夏木マリ
花咲家の母。20年前に家を出て海外に渡る。花咲家と音信不通だったが1週間だけ日本に戻る。
花咲 誠司
演 - 国広富之
花咲家の父。江の電の運転士で2年前に他界した。風子によると性格は四角四面。
花咲 大〈39〉（だい）
演 - 眞島秀和
長男で朝の兄。早乙女ホールディングスに勤めていて一人暮らし。優柔不断な性格。社長の娘と結婚を決めるが元彼女のことも気になる。
新島 香菜〈30〉（かな）
演 - 星野真里
次女で朝の妹。1983年10月生まれ。2人の子持ちで専業主婦。見栄っ張りで思ったことをはっきり言う性格。
花咲 美智〈27〉（みち）
演 - 山田優
三女で朝の妹。看護師で北横浜総合病院に勤めている（和樹と同じ病院）。幼い頃から和樹に片思いをしているが振り向いてもらえず他の男性と遊びで付き合う。
花咲 光〈24〉（ひかる）
演 - 武田航平（幼少期（5歳）：五十嵐陽向）
次男で朝の弟。虎ノ門桜井会計事務所でアルバイトをしながら税理士を目指している。将来に悩み内緒で働いていた会社に騙される。

### まわりの人たち
宮崎 和樹〈35〉
演 - 駿河太郎（中学時代：室井響）
朝の幼なじみでお寺（八幡神社）の息子。美智の勤める病院の事務。朝に恋心を抱いているが告白できない。
宮崎 雄三
演 - 綿引勝彦
和樹の父で、お寺の住職。
森 勇太〈25〉
演 - 柳下大
朝と同じ会社（ストッキング会社）のデザイナー。朝の企画した仕事をバックアップする。10歳年上の朝に告白する。1988年7月22日生まれ。
竹下 静香
演 - 三浦理恵子
大の同僚で元彼女で5年前から付き合っていた。別れたが未練があり大に近づく。朝とは同世代。
早乙女 智之
演 - 長谷川初範
大が勤める会社の社長。
早乙女 純
演 - 佐藤めぐみ
智之の娘。大の婚約者。
早乙女 美奈子
演 - 山本郁子
純の母。
新島 淳史
演 - 近藤公園
香菜の夫。大手総合商社の鶴ノ羽商事に勤めている。
新島 真由
演 - 信太真妃
香菜の娘で長女。
新島 夏鈴
演 - 須田理央
香菜の娘で次女。
明美ママ
演 - 江本純子
SMクラブのママ。名刺での名前はジュリエット。家計難に苦しむ香菜がアルバイトと前借りをする。
錦織 烈
演 - 黄川田将也
光が内緒で働いていた会社・株式会社プレシャスメイト（星空ケアリゾートを提案している）の上司。光の過去のアルバイト先の先輩。
椚 蘭〈61〉
演 - 藤真利子
光が内緒で働いていた会社・株式会社プレシャスメイトの社長。1962年9月18日生まれ。
山内 葉子
演 - 岩本多代
星空ケアリゾートの仕事で光が行った営業先の女性。紫苑流いけばな教室を開いている。
三田村 敏彦
演 - 松澤一之
朝の会社の上司。
平山 紗英
演 - 滝裕可里
朝の会社の後輩。森に気がある。
市川 るり
演 - 仲村瑠璃亜
朝の会社の後輩。
川渕
演 - 近江谷太朗
私立探偵。極楽探偵社に勤めている。風子からは「ブチ」と呼ばれている。
小見山 翔
演 - 小澤雄太
美智の勤める病院のレントゲン技師。美智と遊びで付き合う。
高木さん
演 - 大島蓉子
ご近所さん。
斉藤さん
演 - 田根楽子
ご近所さん。

## スタッフ
- 作 - 西荻弓絵
- 音楽 - 井筒昭雄
- 主題歌 - シシド・カフカ「我が儘」
- 制作統括 - 菅原浩、藤尾隆（テレパック）
- 演出 - 渋谷未来、近見哲平、河原瑶
- 美術 - 荒川淳彦
- 編集 - 磯貝篤
- 撮影 - 古川好伸
- 照明 - 平岡将仙
- 音響効果 - 泉清二
- 音声 - 高橋智香
- 記録 - 森本順子
- 制作・著作 - NHK・テレパック

## 放送日程
| 各話   | 放送日   | サブタイトル             | ラテ欄                               | 演出     |
| ------ | -------- | ------------------------ | ------------------------------------ | -------- |
| 第1回  | 01月05日 | 天敵の母                 | 痛快ホームコメディー                 | 渋谷未来 |
| 第2回  | 01月12日 | マグロのほっぺた         | マグロのほっぺた〜消沈娘に型破り母は | 渋谷未来 |
| 第3回  | 01月19日 | お受験ママの秘めゴト     | お受験ママの秘めゴト                 | 渋谷未来 |
| 第4回  | 01月26日 | もつれる四角関係?        | もつれる四角関係?                    | 近江哲平 |
| 第5回  | 02月02日 | ふしだらにワケあり       | 三女妊娠ふしだらにワケあり?          | 近江哲平 |
| 第6回  | 02月09日 | 甘い誘惑?!               | 次男とイケメンに甘い誘惑?!           | 河原瑶   |
| 第7回  | 02月16日 | 最後の晩餐!?             | 最後の晩さん? 母の疑惑…              | 河原瑶   |
| 最終回 | 02月23日 | さらばスーパー・ロクマル | さらばスーパー60                     | 渋谷未来 |